# Nacionalni park Chitwan
Nacionalni park Chitwan (nepalski: चितवन उपत्यका), je najstariji nacionalni parku Nepalu. Smješten je u suptropskoj Terai nizini južnog dijela središnjeg Nepala, u distriktu Chitwan.
Nacionalni park Chitwan ima površinu od od 932 km² i osnovan je 1973. godine kao Kraljevski nacionalni park. Njegova nadmorska visina varira od 100 metara u dolini rijeke, do 815 metara na planinama Churia. Na sjeveru parka zaštićeni riječni sustav rijeka Narayani-Rapti čini prirodnu granicu prema ljudskim naseljima, a na jugu se nastavlja na nacionalni park Valmiki. Zajedno s ovim zaštićenim područjima, Chitwan čini koherentnu cjelinu od 2,075 km² koja je prepoznata kao "Područje za zaštitu tigrova (Tiger Conservation Unit ili TCU) Chitwan-Parsa-Valmiki". Prekrivaju ga većinom pašnjaci na aluvijalnim nanosima i gusta suptropska i tropska kišna šuma.
U njemu se nalazi više od 700 vrsta životinje, kao što su: Močvarni krokodil i poneki primjerak Gavijala, Kraljevska kobra (Ophiophagus hannah), Indijski piton (Python molurus), i još 17 vrsta zmija, te Varani i 113 vrsta riba. Od 43 vrste sisavaca, u parku se mogu naći: Bengalski tigar, ugroženi Indijski nosorog, divlji slon, Oblačasti leopard, Mramorna mačka, Glatka indijska vidra, te nekoliko vrsta mungosa, medojednih jazavaca i žutogrlih kuna; ali i veliki broj ptica zbog čega je prepoznat kao važan rezervat ptica.
Upisan je 1984. godine na UNESCO-ov popis mjesta svjetske baštine u Aziji i Oceaniji kao jedno velikih utočišta divljih životinja.
- Močvarni krajolik Chitwana
- Safari na leđima slonova
- Majka i mladunče indijskog nosoroga
- Jedna od stražarnica u parku
- Šuma u parku

## Vanjske poveznice
- Chitwan na stranicama Odsjeka za nacionalne parkove i zaštitu divljine Nepala[neaktivna poveznica] (engl.) Posjećeno 25. lipnja 2011.
- Zaštita tigrova u Chitwanu (engl.) Posjećeno 25. lipnja 2011.